# Frýdštejn
Cet article concerne la commune de République tchèque dont le nom allemand est Friedstein. Pour le château en Autriche, voir Château de Friedstein.
Frýdštejn (en allemand : Friedstein) est une commune du district de Jablonec nad Nisou, dans la région de Liberec, en République tchèque. Sa population s'élevait à 848 habitants en 2021.

## Géographie
Frýdštejn se trouve à 8 km au sud de Jablonec nad Nisou, à 15 km au sud-est de Liberec et à 83 km au nord-est de Prague.
La commune est limitée par Rychnov u Jablonce nad Nisou et Pulečný au nord, par Malá Skála à l'est, par Turnov au sud, et par Jenišovice, Žďárek et Hodkovice nad Mohelkou à l'ouest.

## Histoire
La première mention écrite du village date de 1385.

## Administration
La commune se compose de onze quartiers :
- Frýdštejn
- Anděl Strážce
- Bezděčín
- Borek
- Horky
- Kaškovice
- Ondříkovice
- Roudný
- Sestroňovice
- Slapy
- Voděrady

## Galerie

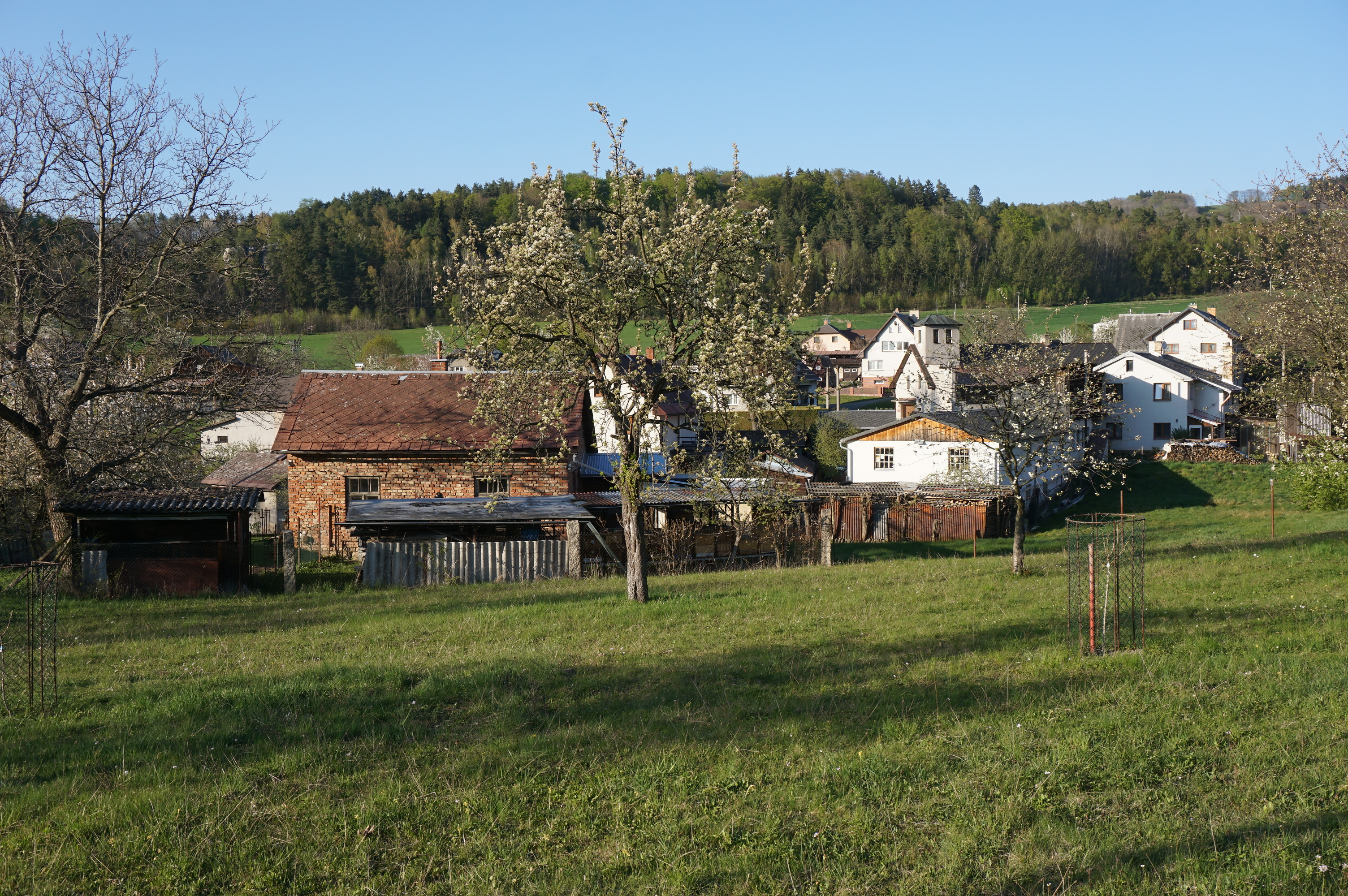
Bezděčín.
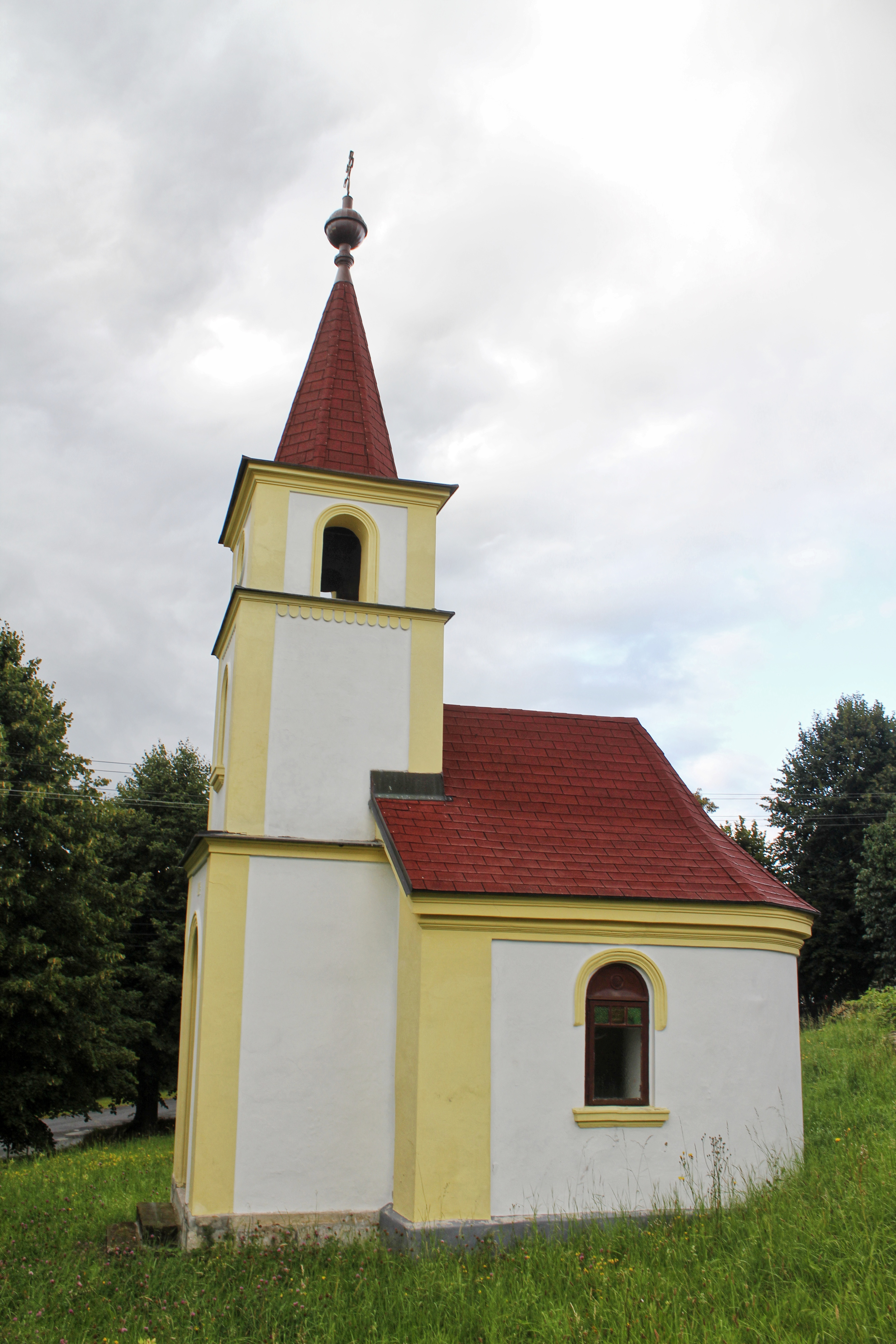
Roudný : chapelle.
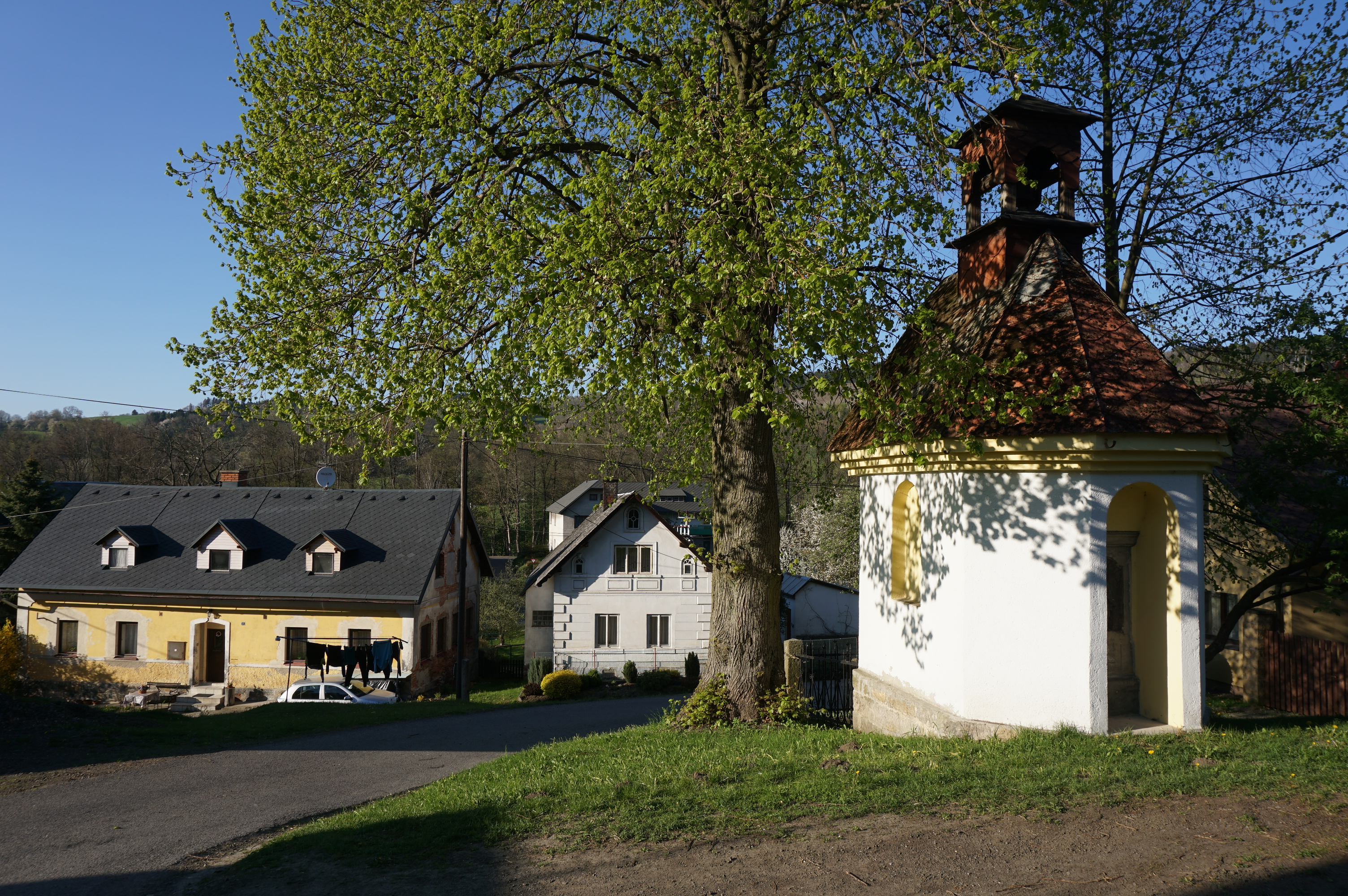
Sestroňovice.

## Transports
Par la route, Frýdštejn se trouve à 10 km de Železný Brod, à 13 km de Jablonec nad Nisou, à 20 km de Semily, à 20 km de Liberec et à 97 km de Prague.